# 50 Cent Is the Future
50 Cent Is the Future é o primeiro álbum mixtape oficial lançado por 50 Cent e G-Unit. O mixtape foi gravado após o álbum não-lançado Power of the Dollar, porque três dias antes da gravação programada, 50 Cent acabou sendo atingido por nove tiros. O músico viajou até ao Canadá para gravar o mixtape. Após 50 Cent Is the Future, ele gravou o álbum de compilação Guess Who's Back?. Foi nomeado como o melhor mixtape de todos os tempos na XXL Top 20 Mixtapes.

## Lista de faixas
| #  | Título                           | Duração | Artista(s)            | Samples                                                                    |
| -- | -------------------------------- | ------- | --------------------- | -------------------------------------------------------------------------- |
| 1  | "U Should Be Here"               | 3:33    | G-Unit                | "Be Here" de Raphael Saadiq featuring D'Angelo                             |
| 2  | "Bump Dat Street Mix"            | 3:06    | 50 Cent & Tony Yayo   |                                                                            |
| 3  | "The Banks Workout"              | 4:01    | 50 Cent & Lloyd Banks | "Lyrical Exercise" de Jay-Z                                                |
| 4  | "Whoo Kid/Kayslay Shit"          | 2:33    | 50 Cent               | "Crawlin" de Mobb Deep                                                     |
| 5  | "50 Cent Just Fucking Around"    | 2:12    | 50 Cent               | "What You Want" de Mase featuring Total                                    |
| 6  | "G-Unit Soldiers"                | 3:06    | G-Unit                | "Losin' Weight" de Cam'ron featuring Prodigy                               |
| 7  | "Got Me a Bottle"                | 2:52    | 50 Cent & Lloyd Banks | "Got Me a Model" de R.L. (Next) featuring Erick Sermon                     |
| 8  | "Tony Yayo Explosion"            | 2:45    | 50 Cent & Tony Yayo   | "Eye for an Eye (Your Beef Is Mines)" de Mobb Deep featuring Nas & Raekwon |
| 9  | "Clue/50"                        | 1:30    | 50 Cent               |                                                                            |
| 10 | "A Lil Bit of Everything U.T.P." | 4:09    | G-Unit, U.T.P.        |                                                                            |
| 11 | "Cut Master C Shit"              | 2:56    | 50 Cent               |                                                                            |
| 12 | "Call Me"                        | 3:03    | 50 Cent & Tony Yayo   | "Call Me" by Tweet                                                         |
| 13 | "50/Banks"                       | 2:45    | 50 Cent & Lloyd Banks | "They Ain't Ready" de Ruff Ryders                                          |
| 14 | "Surrounded by Hoes"             | 2:10    | 50 Cent               | "Round and Round" de Jonnell featuring Method Man                          |
| 15 | "G-Unit That's What's Up"        | 4:13    | G-Unit ft dazhuck     | "Y'all Been Warned" de Wu-Tang Clan                                        |
| 16 | "Bad News"                       | 4:33    | G-Unit                | "I'm Feeling Good" de Nina Simone                                          |

## Desempenho nas paradas musicais
| Charts (2004)      | Melhor posição |
| ------------------ | -------------- |
| UK Top 75 Álbuns   | 65             |
| Swiss Álbuns Chart | 59             |